# Caccia multiruolo

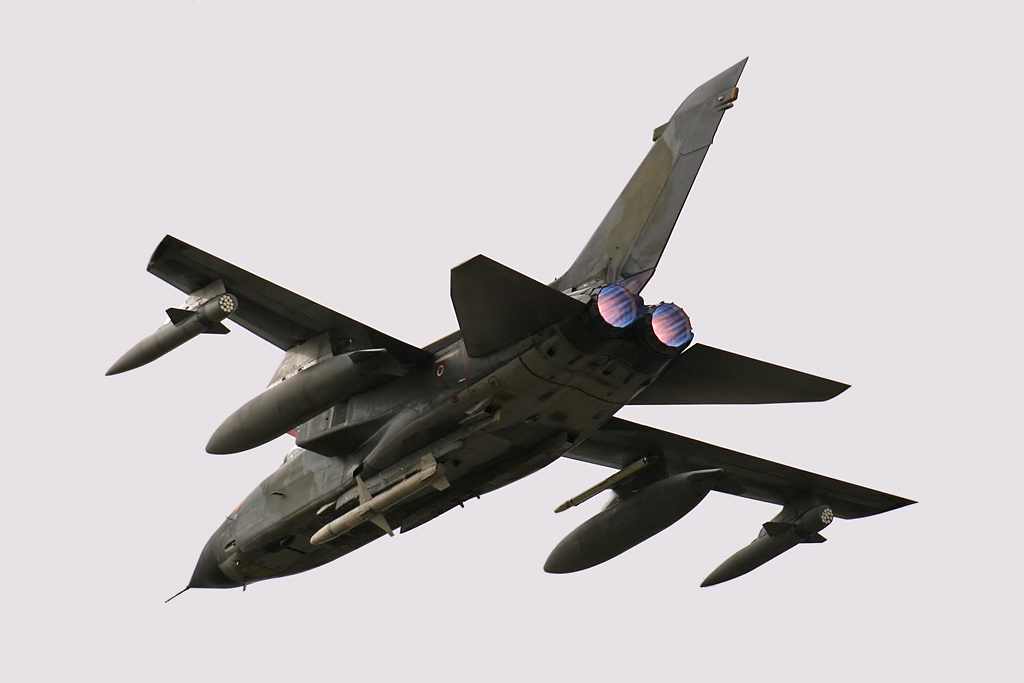
Un Panavia Tornado dell’Aeronautica Militare

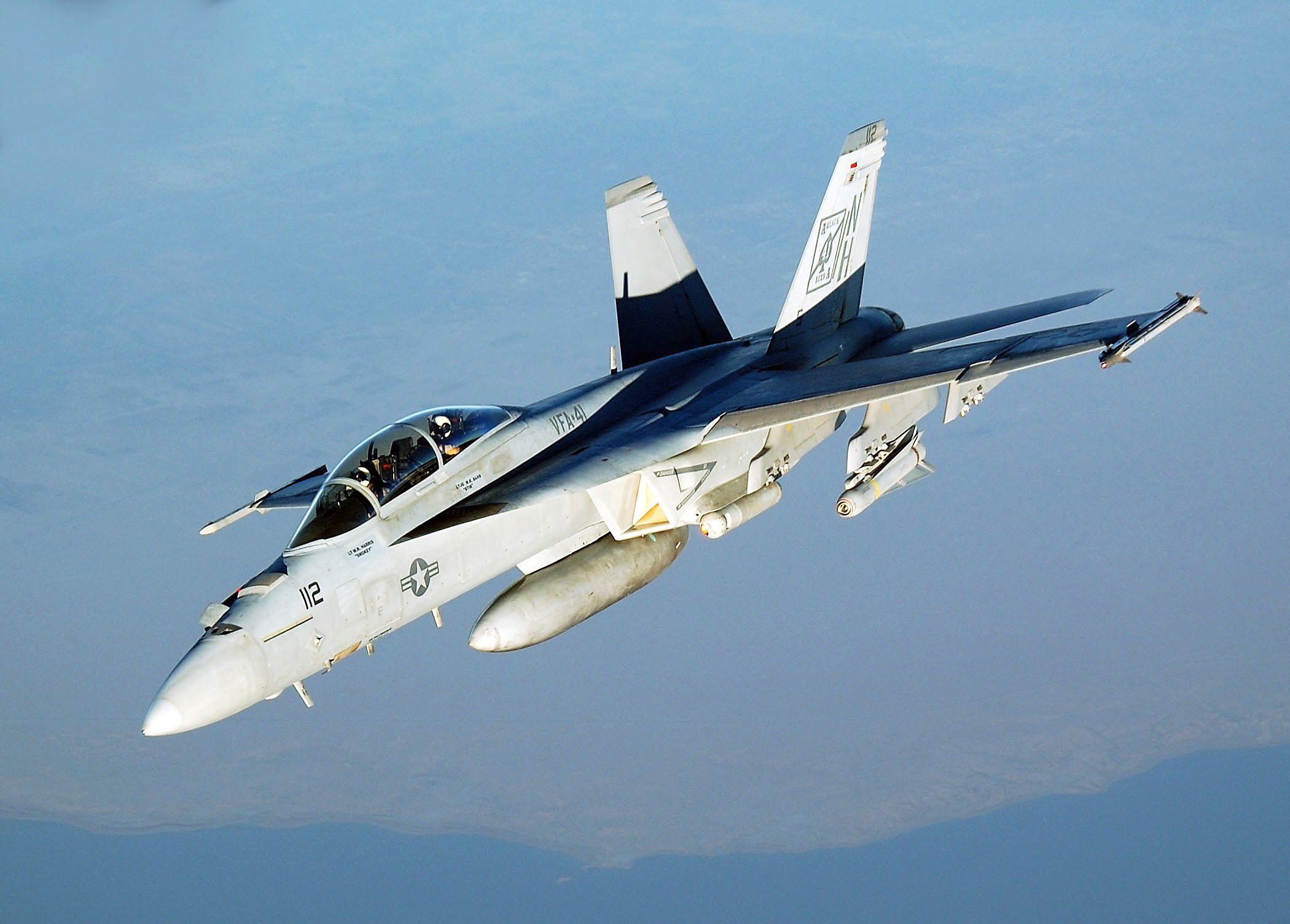
McDonnell Douglas F/A-18 Super Hornet dell’Air Force

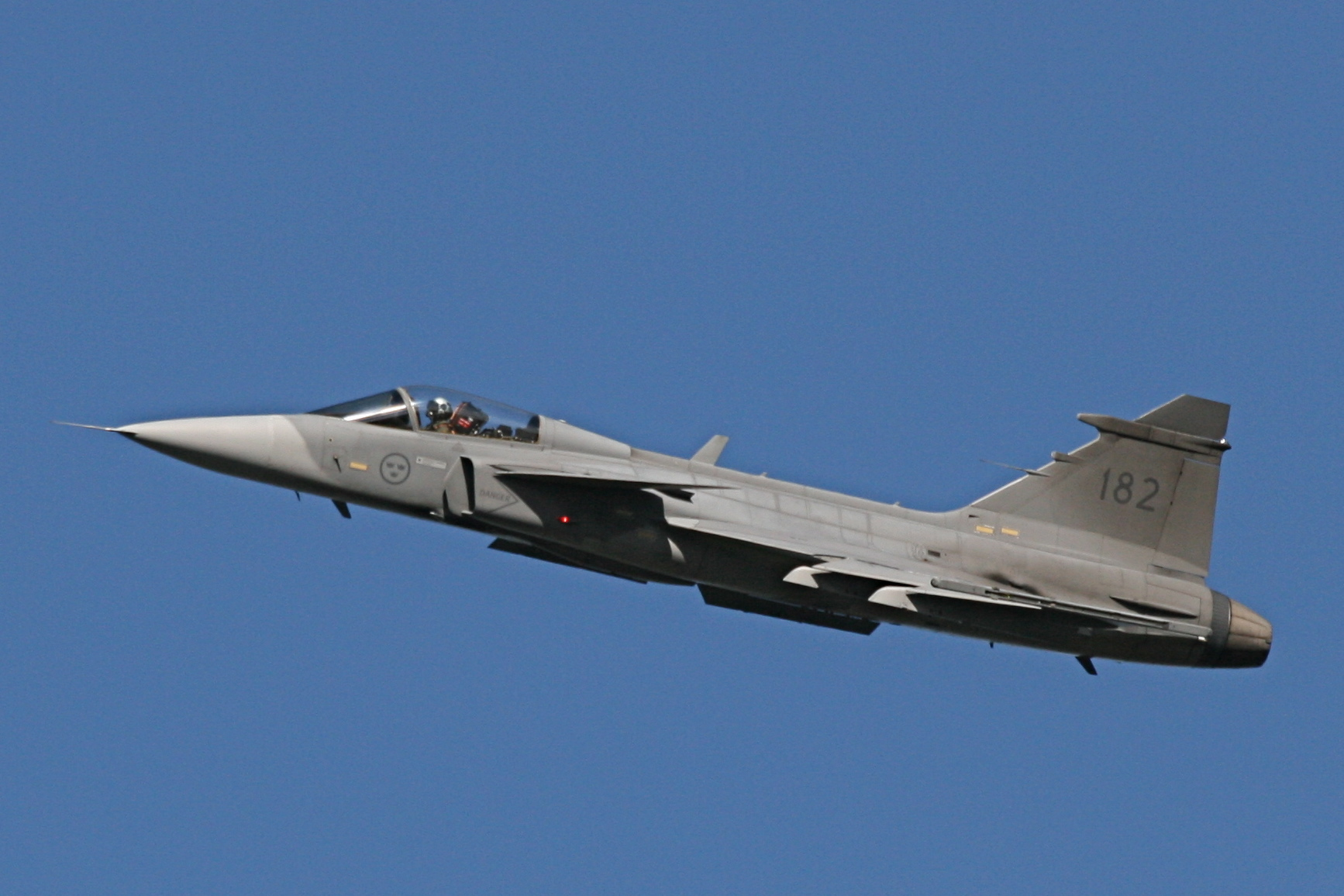
Saab JAS 39 Gripen

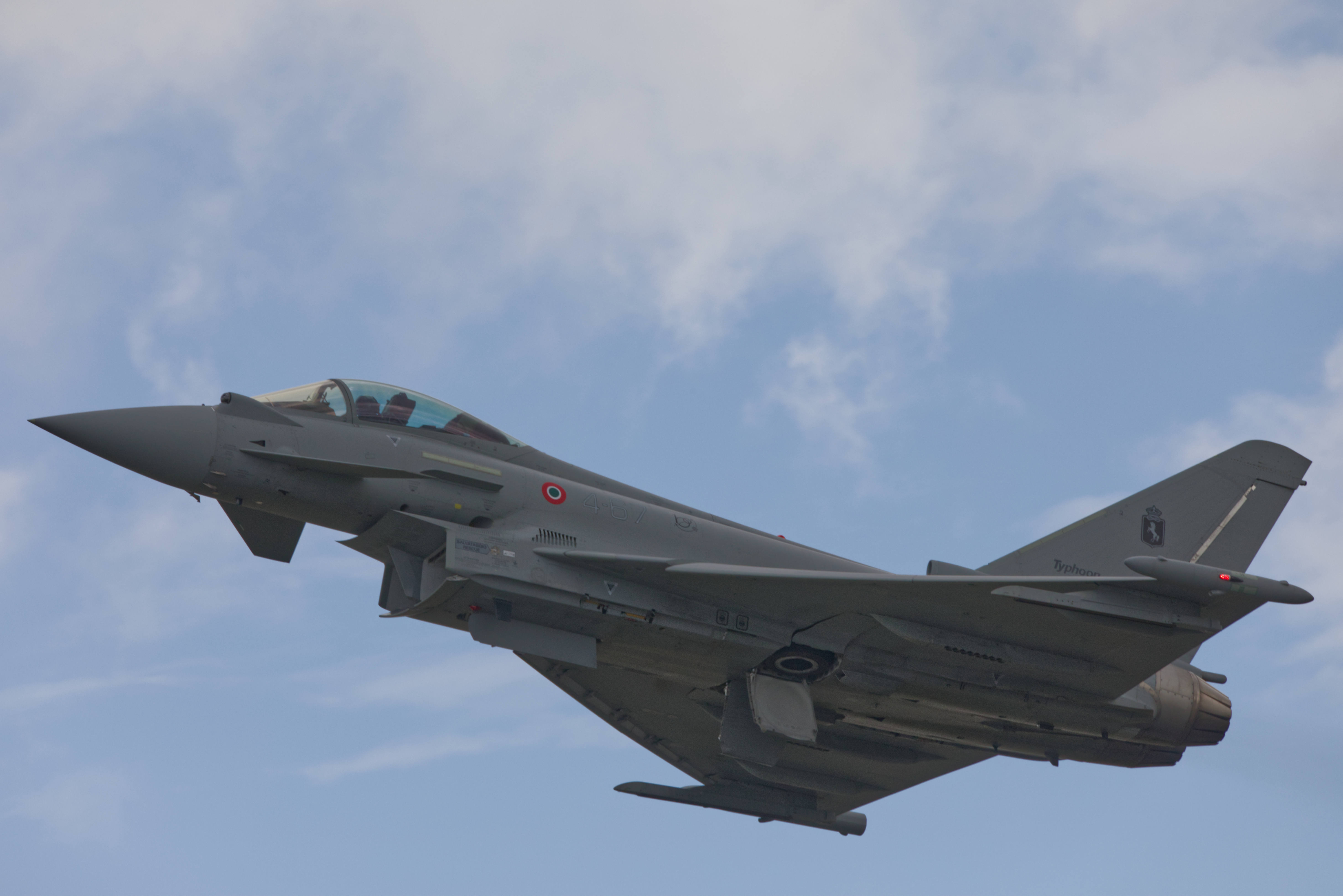
Eurofighter Typhoon

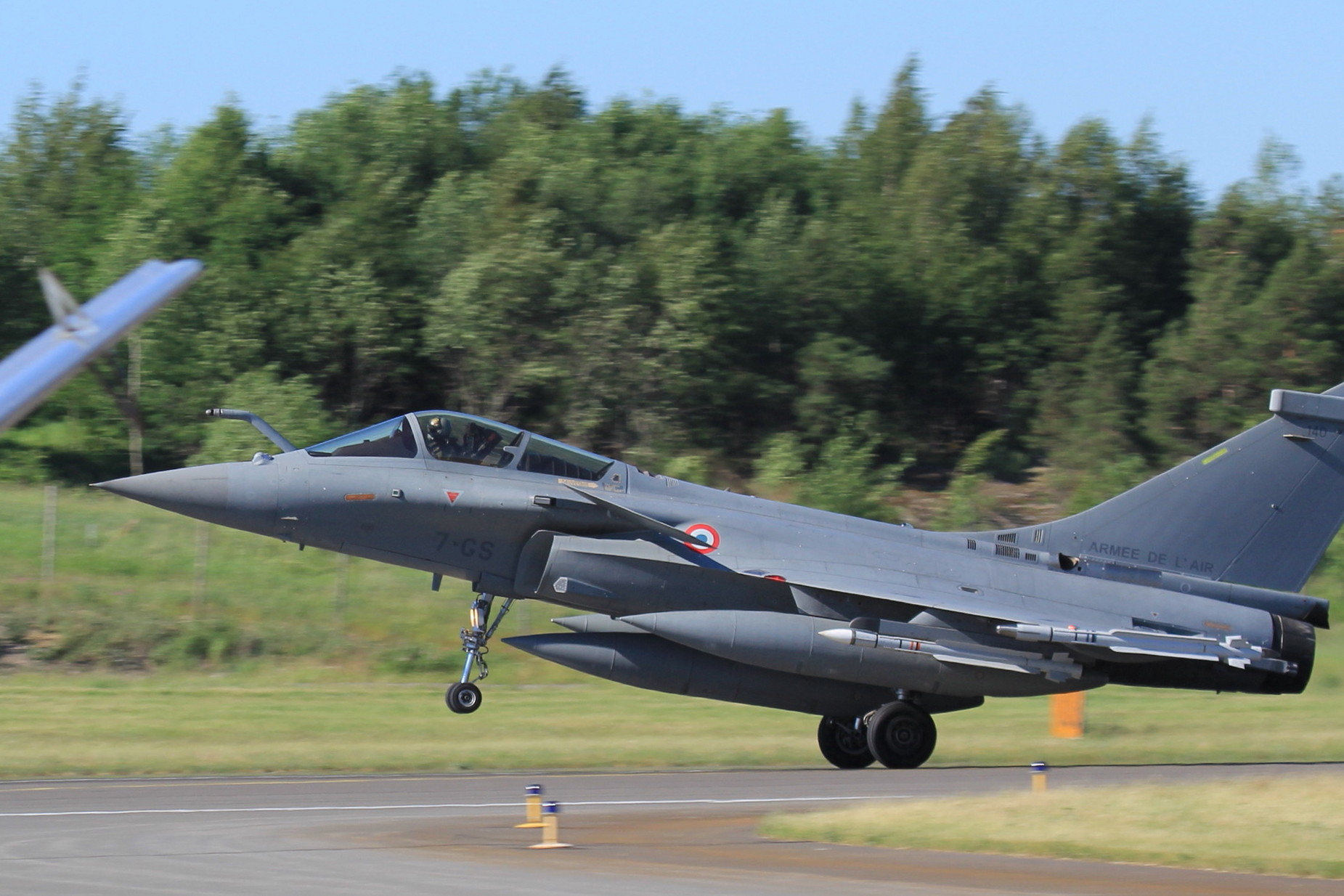
Dassault Rafale

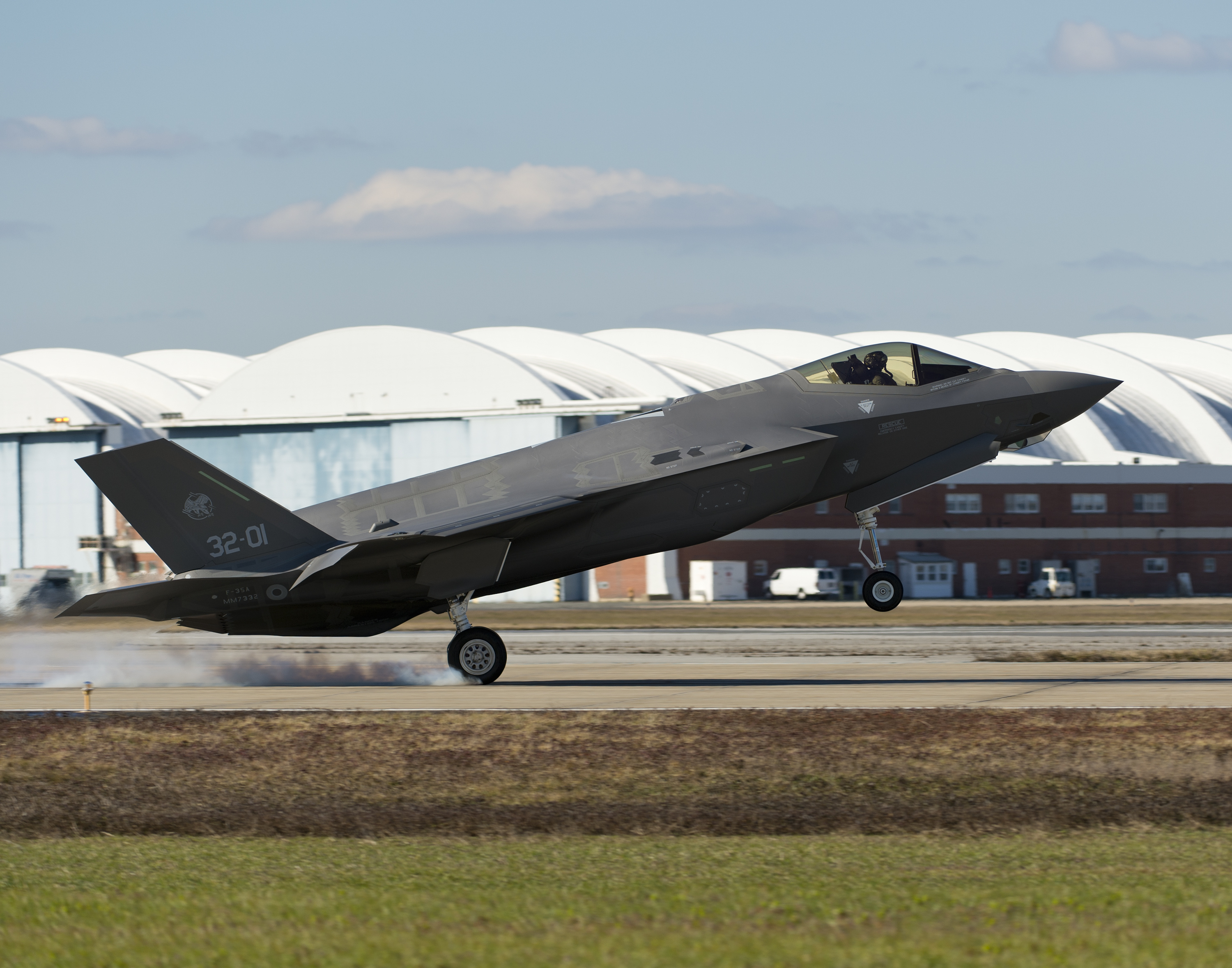
Lockheed Martin F-35 Lightning II

Un caccia multiruolo è un aereo da caccia capace di effettuare differenti tipi di missioni e capace di coprire diversi tipi di ruoli: caccia intercettore, cacciabombardiere, aereo da attacco al suolo o ancora aereo da ricognizione.

## Descrizione
Un caccia multiruolo si differenzia da un cacciabombardiere perché il primo è progettato per svolgere in egual maniera sia il compito di difesa aerea sia quello di attacco al suolo, mentre il secondo è progettato più specificamente per il ruolo aria-terra, viceversa, un caccia intercettore è un aereo destinato precipuamente al ruolo aria-aria.
I moderni aerei da caccia (dalla IV generazione in avanti) non svolgono un solo compito, ma sono in grado di svolgerne diversi, questo perché il costo unitario e i costi di manutenzione sono talmente alti che una spesa simile sarebbe ingiustificata per un velivolo dalle capacità ridotte e/o limitate ad un solo specifico ruolo. Nascono così i caccia multiruolo, aerei in grado di svolgere diverse missioni, dall'intercettazione, al bombardamento, alla ricognizione.
Questo è possibile grazie alle avanzate tecnologie che lo rendono estremamente versatile di fronte a diversi compiti. Esempi di questo tipo di aerei sono il Tornado, l'F-16, l'F/A-18 Hornet e Super Hornet, il Typhoon, il Rafale, il JAS 39 Gripen, il Su-30, il Su-35, il JF-17 Thunder e il J-10. Ai tempi della seconda guerra mondiale, i più famosi caccia multiruolo furono il Messerschmitt Bf 110 e il de Havilland DH.98 Mosquito.
L'F/A-18E/F Super Hornet, il MiG-29K, il Tornado, il Rafale ed altri, possono anche svolgere il ruolo di aerocisterna, nelle versioni opportunamente dotate del sistema di rifornimento in volo (buddy refuelling). Il Typhoon è, secondo il costruttore, un velivolo capace di coprire diversi ruoli nel corso di una stessa missione, da qui il termine swing-role.
Il Rafale è proposto sia in versione per operare da una base di terra, sia in versione imbarcata per operare da una portaerei, le due versioni sono identiche al 90%, anche per questo la Dassault chiama il suo velivolo omni-role.

L'F-35 Lightning II è invece proposto in tre versioni, una a decollo ed atterraggio convenzionale (CTOL) per operare da una base di terra e due per operare da una portaerei, una a decollo corto e atterraggio verticale (STOVL) e una specifica per portaerei (CATOBAR).
Molti caccia multiruolo di ultima generazione possono essere dotati di contromisure elettroniche per la guerra elettronica, come ad esempio il Tornado ECM, il Boeing E/A-18G Growler (derivato dall'F/A-18E/F Super Hornet) e il Rafale (Standard F4). Il termine inglese con cui viene oggi indicato il caccia multiruolo è Multi-Role Combat Aircraft (MRCA), questo termine fu usato nel 1968 per indicare il programma/progetto multinazionale che avrebbe condotto alla realizzazione del Panavia Tornado; durante la fase di sviluppo il progetto è stato anche chiamato, abbreviandolo, Multi-Role Aircraft (MRA).

## Due ruoli principali
Si possono distinguere due ruoli principali:
- intercezione aerea (combattimento aereo dogfight, difesa aerea scramble)
- attacco aereo al suolo, che è costituito da tre sub-ruoli:
  - interdizione aerea (AI)
  - soppressione delle difese antiaeree nemiche (SEAD)
  - supporto aereo ravvicinato (CAS)

Un terzo ruolo, secondario, è rappresentato dalla ricognizione aerea.

## Famiglia o aereo multiruolo
Il termine multiruolo può essere utilizzato per identificare:
- che un tipo (famiglia) di aereo esiste in almeno due versioni per svolgere almeno due ruoli, come per esempio nel caso del Tornado che era proposto in versione IDS (interdizione) e ADV (difesa aerea) o dell'F-4 Phantom II;
- che un unico tipo di aereo esiste in un'unica versione e può svolgere almeno due ruoli, come per esempio nel caso del Typhoon o del Rafale.

### Esempi di famiglie di aerei
- Dassault Mirage III (A, B, C, D, E, R)
- Dassault Mirage F1 (A, B, C, CR, CT, D, E, R)
- Dassault Mirage 2000 (B, C, D, E, N)
- McDonnell Douglas F-4 Phantom II
- McDonnell Douglas F-15 Eagle/F-15 Strike Eagle/F-15SE Silent Eagle
- Panavia Tornado (IDS, ADV, ECR)
- Saab 37 Viggen

### Esempi di aerei
- Dassault Mirage 2000 (2000-5, 2000-5 Mk2, 2000-9)
- Dassault Rafale
- Eurofighter Typhoon
- General Dynamics F-16 Fighting Falcon
- McDonnell Douglas F/A-18 Hornet/F/A-18 Super Hornet
- Joint Fighter JF-17 Thunder
- Saab JAS 39 Gripen

## Esemplari
| Nazione                            | Aereo                                                                   | Note                                                                                            |
| ---------------------------------- | ----------------------------------------------------------------------- | ----------------------------------------------------------------------------------------------- |
| Cina                               | Chengdu J-10                                                            |                                                                                                 |
| Cina                               | Chengdu J-20                                                            |                                                                                                 |
| Cina                               | Chengdu J-7                                                             | versione, non autorizzata, realizzata in Cina del MiG-21                                        |
| Cina                               | Shenyang J-11                                                           | versione, autorizzata, realizzata in Cina del Su-27SK                                           |
| Cina                               | Shenyang J-15                                                           | versione navale derivata dal J-11                                                               |
| Cina                               | Shenyang J-8/J-8II                                                      |                                                                                                 |
| Cina Pakistan                      | Joint Fighter JF-17 Thunder                                             |                                                                                                 |
| Cina Russia                        | Sukhoi Su-30MKK                                                         | variante realizzata in Cina: la K sta per Kitayski (cinese)                                     |
| Francia                            | Dassault Mirage 2000                                                    |                                                                                                 |
| Francia                            | Dassault Rafale                                                         | velivolo «omnirôle»                                                                             |
| Germania Ovest Regno Unito Italia  | Panavia Tornado                                                         | Multi-Role Combat Aircraft                                                                      |
| Germania Regno Unito Italia Spagna | Eurofighter Typhoon                                                     |                                                                                                 |
| Giappone                           | Mitsubishi F-2                                                          |                                                                                                 |
| India                              | HAL Tejas                                                               |                                                                                                 |
| India                              | HAL AMCA                                                                | Advanced Medium Combat Aircraft                                                                 |
| India Russia                       | Sukhoi/HAL FGFA                                                         | versione biposto del PAK FA                                                                     |
| India Russia                       | Sukhoi Su-30MKI                                                         | variante realizzata in India: la I sta per Indiski (indiano)                                    |
| Russia                             | Mikoyan MiG-29                                                          |                                                                                                 |
| Russia                             | Mikoyan MiG-35                                                          |                                                                                                 |
| Russia                             | Sukhoi PAK FA                                                           |                                                                                                 |
| Russia                             | Sukhoi Su-30                                                            | versione derivata dal Su-27                                                                     |
| Russia                             | Sukhoi Su-33                                                            | versione navale derivata dal Su-27K                                                             |
| Russia                             | Sukhoi Su-35                                                            | versione derivata dal Su-27M                                                                    |
| Stati Uniti                        | General Dynamics F-16 Fighting Falcon                                   |                                                                                                 |
| Stati Uniti                        | McDonnell Douglas F/A-18 Hornet e McDonnell Douglas F/A-18 Super Hornet | La F sta per Fighter (caccia) e la A sta per Attack (attacco)                                   |
| Stati Uniti                        | McDonnell Douglas F-15E Strike Eagle e Boeing F-15SE Silent Eagle       |                                                                                                 |
| Stati Uniti                        | McDonnell Douglas F-4 Phantom II                                        |                                                                                                 |
| Stati Uniti NATO                   | Lockheed Martin F-35 Lightning II                                       |                                                                                                 |
| Svezia                             | Saab JAS 39 Gripen                                                      | La J sta per Jakt (caccia), la A sta per Attack (attacco) e la S sta per Spaning (ricognizione) |
| Taiwan                             | AIDC F-CK-1 Ching-kuo                                                   |                                                                                                 |